# Parlando (Sprachwissenschaft)
Im Bereich der Sprachwissenschaft und der Sprachdidaktik  bezeichnet der Begriff Parlando ein besonders in den letzten drei Jahrzehnten in der Schriftsprache vorkommendes Phänomen. Geprägt wurde der Begriff von dem Schweizer Didaktiker an der Pädagogischen Hochschule Zürich Peter Sieber. Anstoß zu seinen Untersuchungen waren Texte Schweizer Schüler, die mit Schweizerdeutsch aufgewachsen sind und Hochdeutsch erst in der Schule gelernt und praktiziert haben. Davon ausgehend nennt er Texte, die typische Merkmale der gesprochenen Sprache aufweisen, sei es in der Wortwahl, dem Satzbau oder in der Textstruktur Parlando-Texte.  Wenn diese einigermaßen gelungen seien, könne man sie mit monologischen Radio-Manuskripten vergleichen. Sie scheinen anfangs leicht verständlich und flüssig zu lesen, jedoch falle eine langsame, reflektierende und nachfragende Rezeption relativ schwer. 
Typische Merkmale von Parlando-Texten sind nach Sieber:
- äußerlich wenig gegliedert, wirken sie wie eine monologische Rede
- sie weisen häufig eine sogenannte „Texthintergrundslogik“ auf: auch wenn man die Argumente des Textes selbständig durch eigene ergänzt und den Text manchmal nicht ganz wörtlich nehme , bleibe er dennoch klar und verständlich
- Geschwätzigkeit
- Sätze, die mit fragwürdigen Konnektiven wie „und“, „nun“ oder „auch“ beginnen
- Subjektivität: der Autor stellt deutlich seine Meinung zum behandelten Sachverhalt dar
- lange Sätze mit wenig gliedernder Interpunktion
- typische syntaktische Muster und Ausdrücke der Mündlichkeit, umgangssprachliche und dialektale Verfärbung der Hochsprache